# The Call of the Cumberlands
Pour plus de détails, voir Fiche technique et Distribution.
The Call of the Cumberlands est un film muet américain réalisé par Frank Lloyd et sorti en 1916.

## Fiche technique
- Titre : The Call of the Cumberlands
- Réalisation : Frank Lloyd
- Scénario : Julia Crawford Ivers, d'après un roman de Charles Neville Buck
- Chef opérateur : Dal Clawson
- Production : Pallas Pictures
- Distribution : Paramount Pictures
- Genre : Film dramatique
- Durée : 50 minutes
- Date de sortie : 
  - États-Unis : 23 janvier 1916

## Distribution
- Dustin Farnum : Samson South
- Winifred Kingston : Sally Spicer
- Herbert Standing : Spicer South
- Page Peters : Wilfred Horton
- Howard Davies : James Farbish
- Richard L'Estrange : Tamarack Spicer
- Joe Ray : Aaron Hollis
- Myrtle Stedman : Adrienne Lescott
- Virginia Foltz : Mrs Lescott
- Michael Hallvard : George Lescott